# Sepia
Sepia Linnaeus, 1758 è un genere di molluschi cefalopodi della famiglia Sepiidae, noti in italiano come seppie.

## Tassonomia
Il genere comprende le seguenti specie:

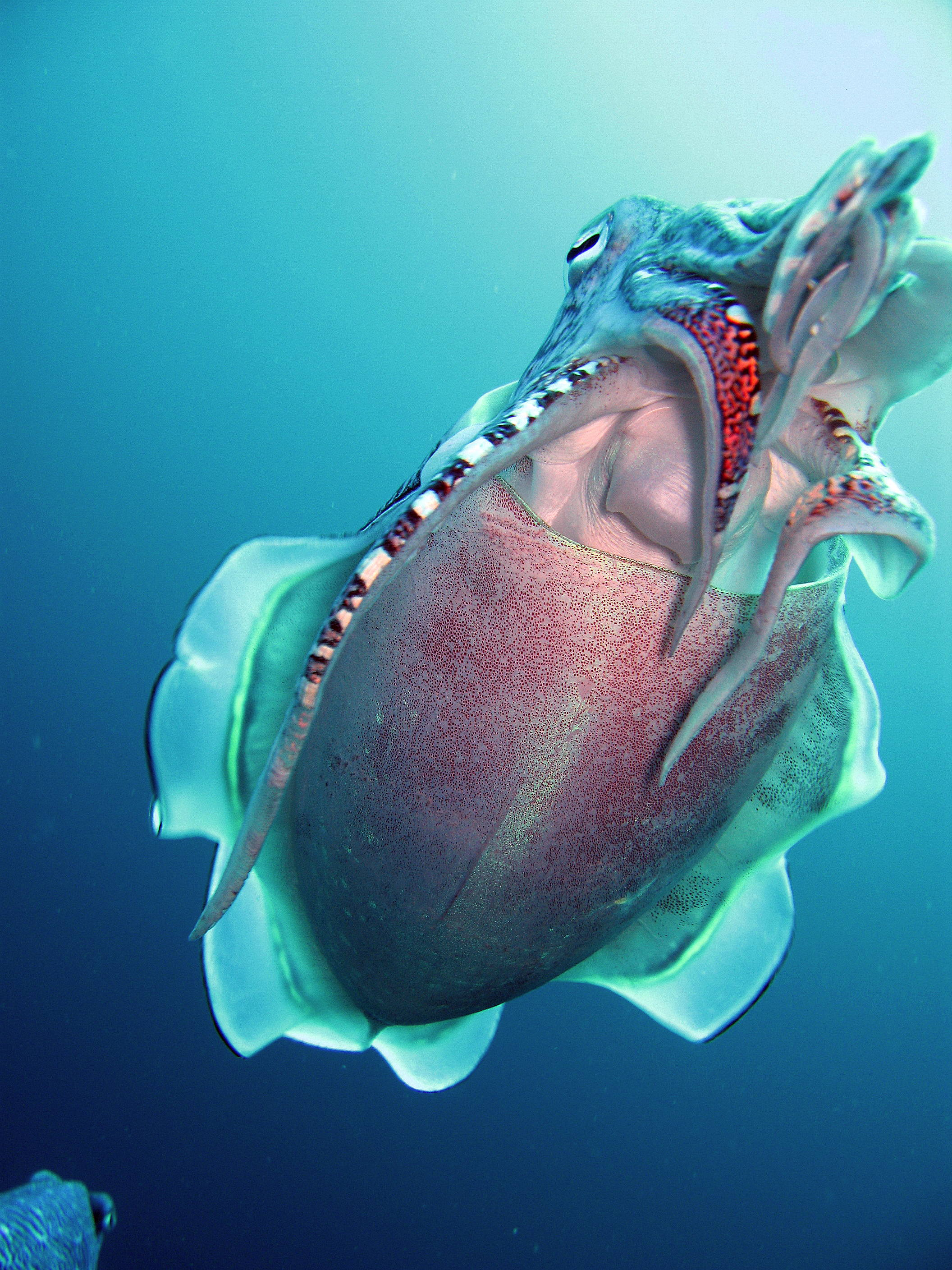
Seppia faraone (Sepia pharaonis)

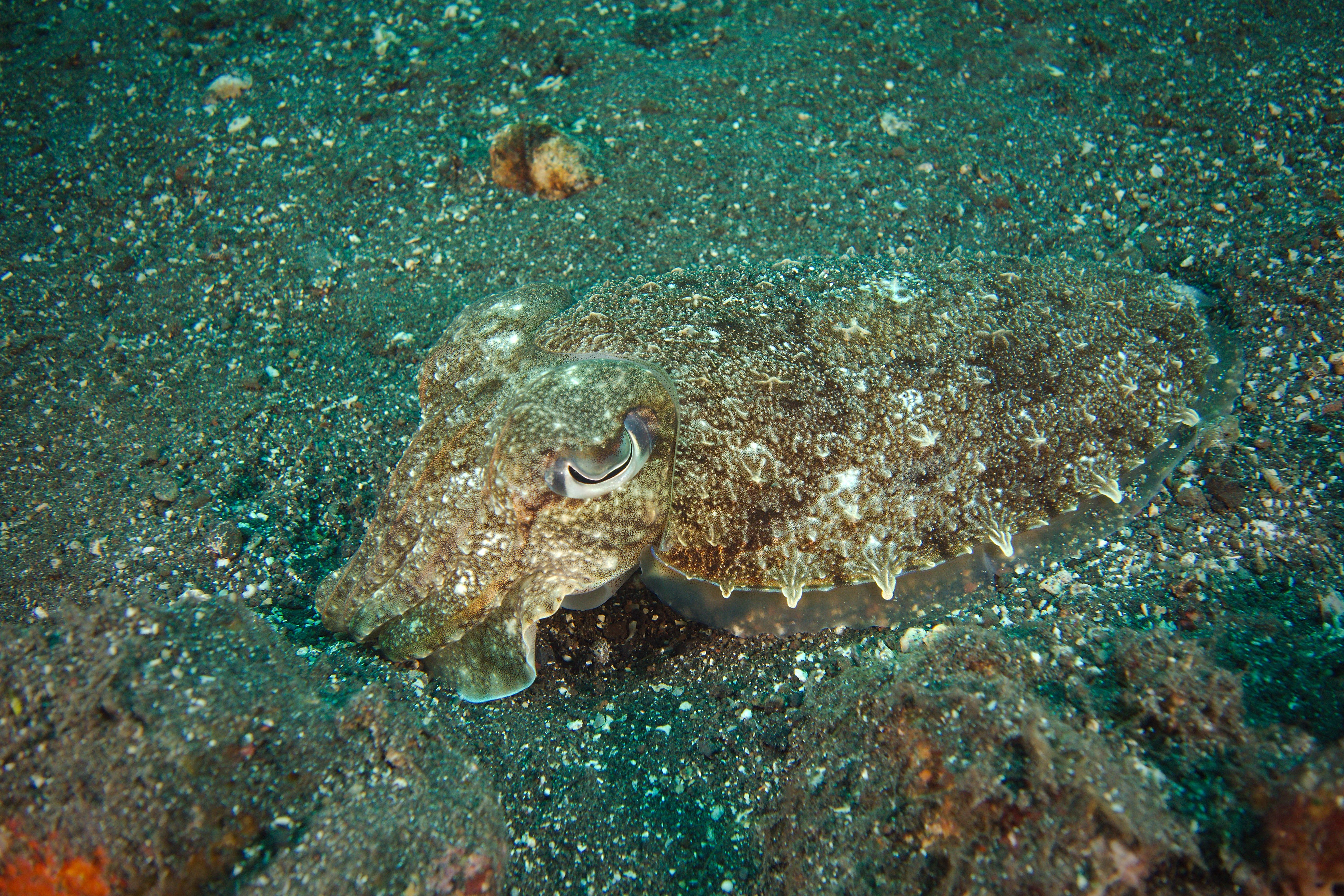
Sepia aculeata

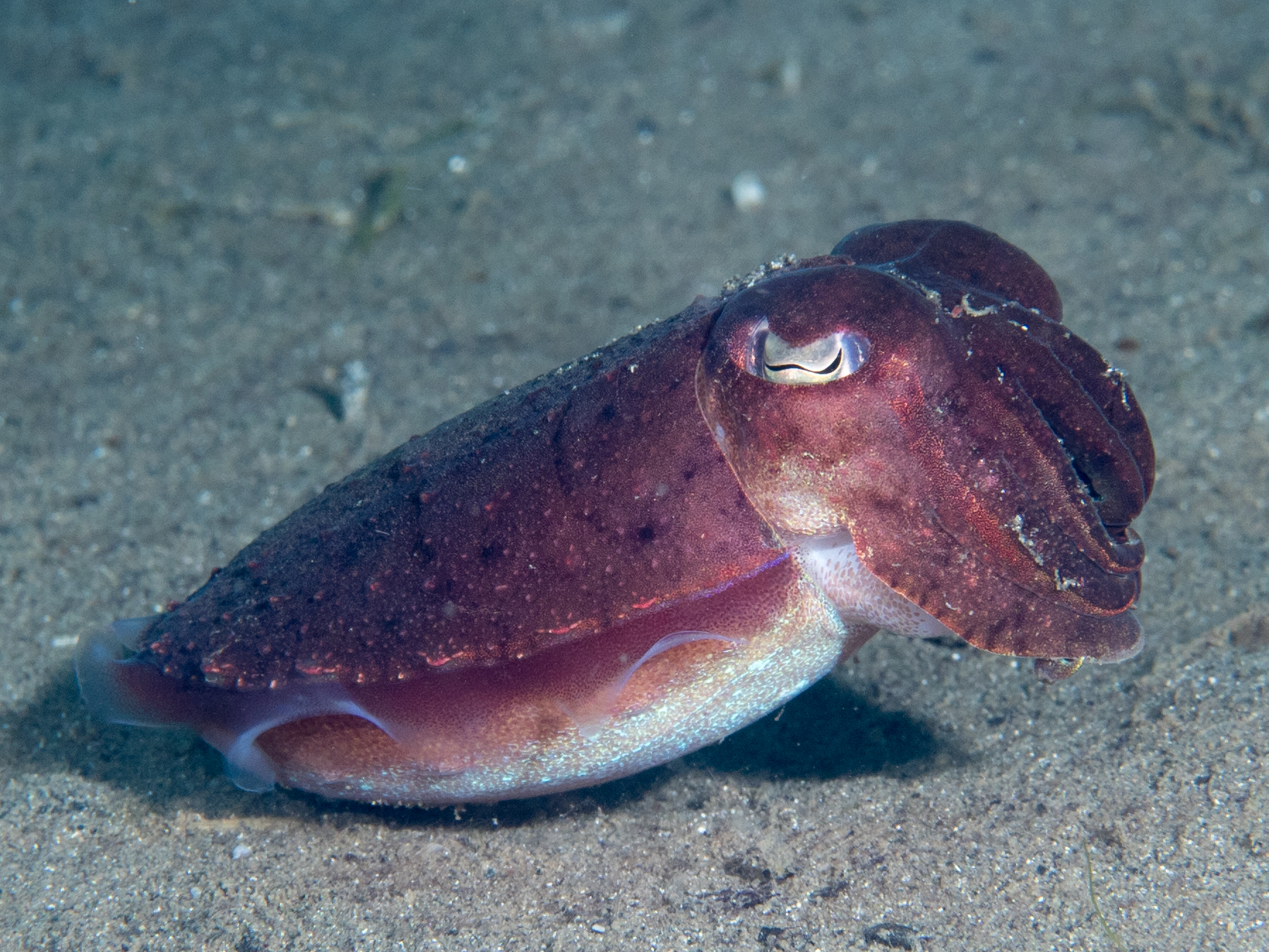
Sepia esculenta

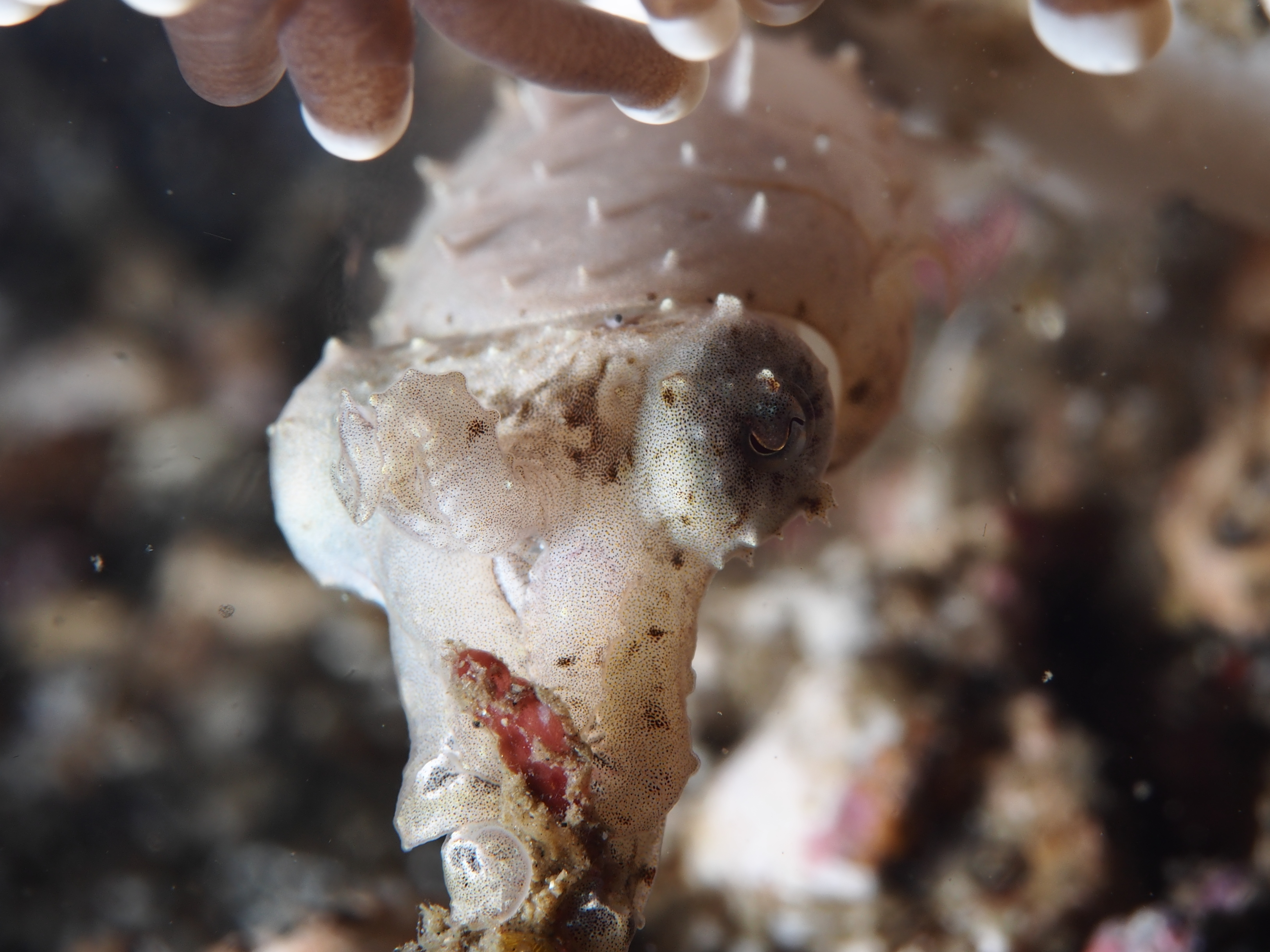
Sepia bandensis

Seppia gigante del reef (Sepia latimanus)

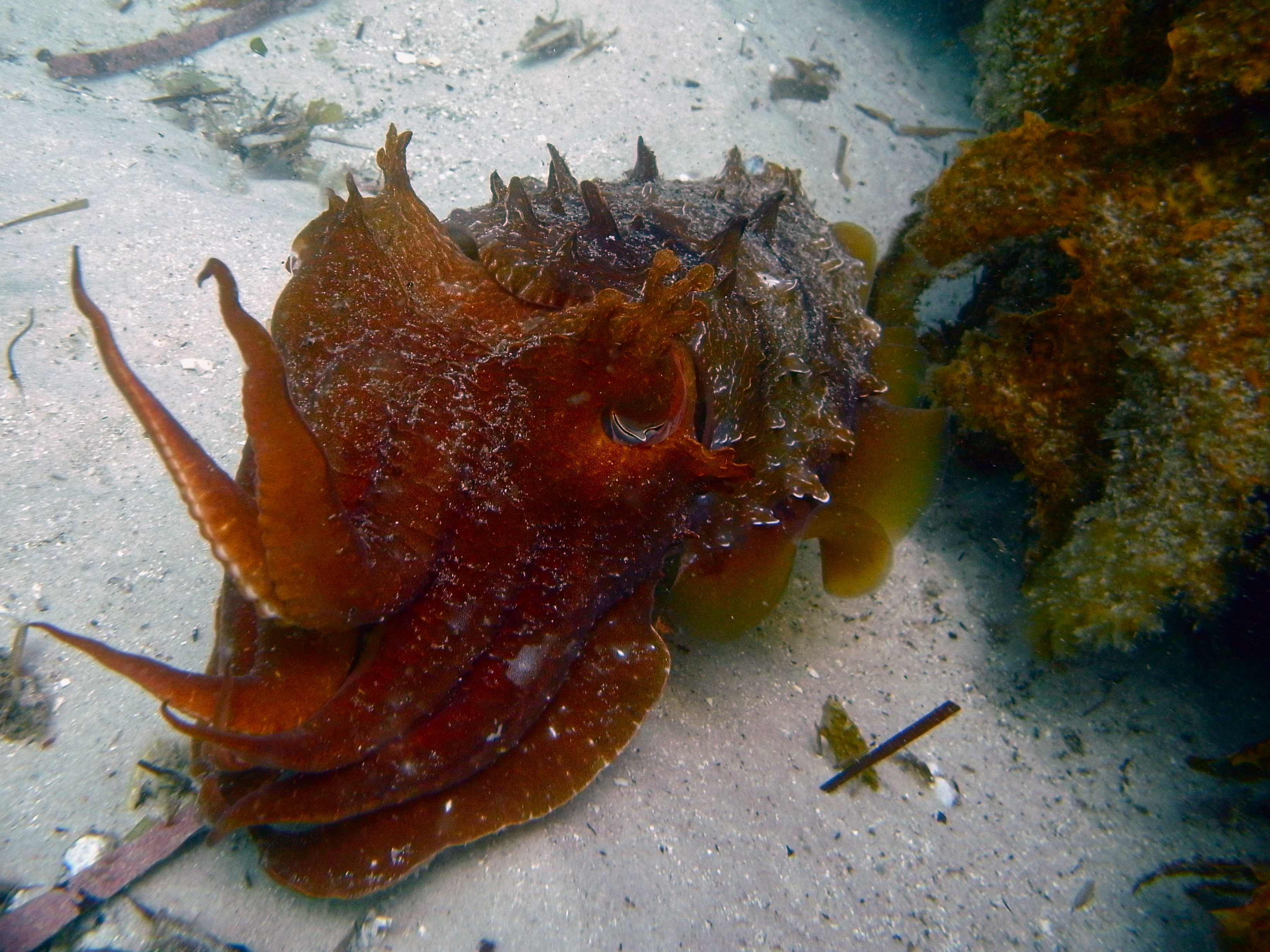
Seppia gigante australiana (Sepia apama)

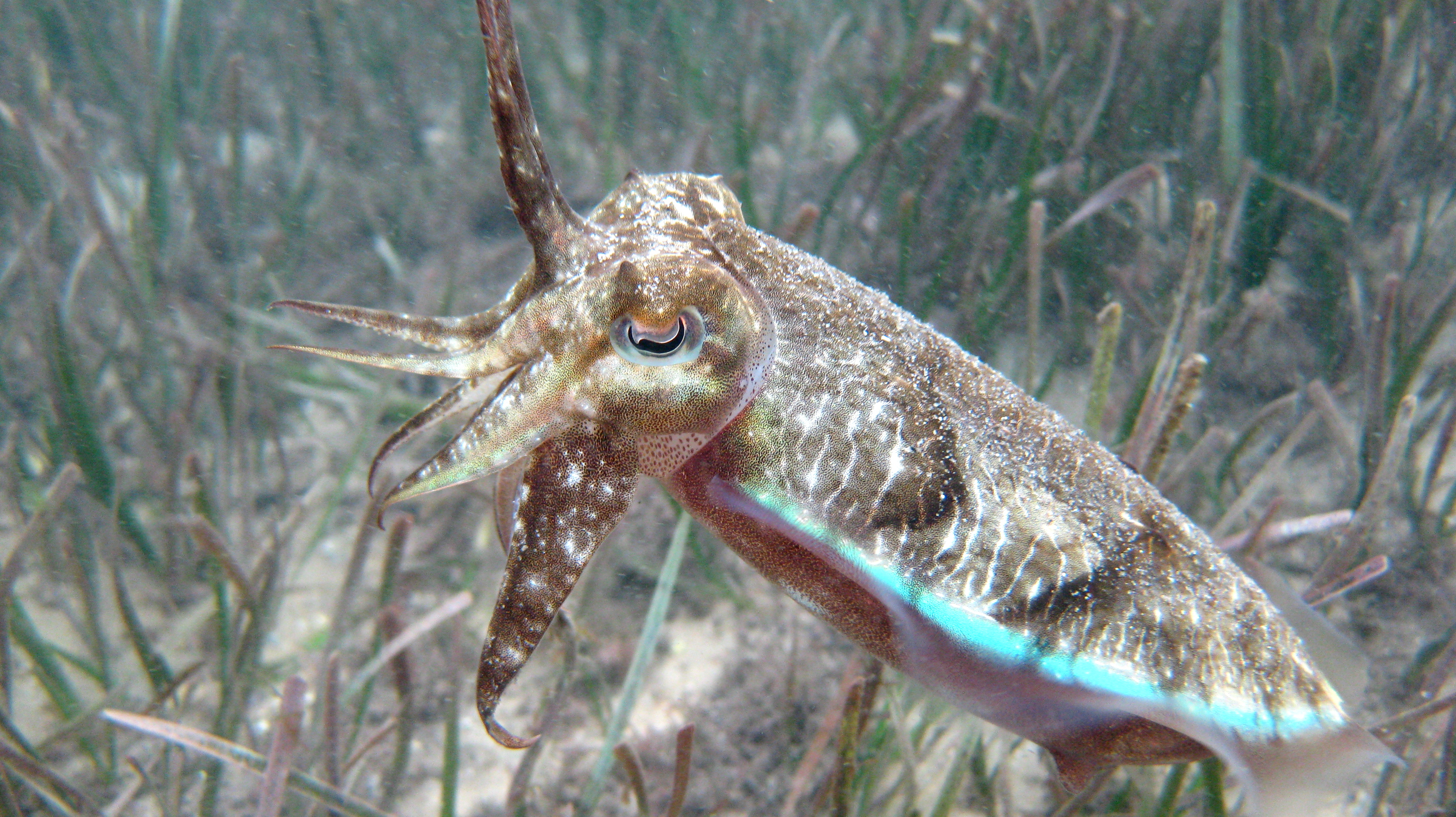
Sepia plangon

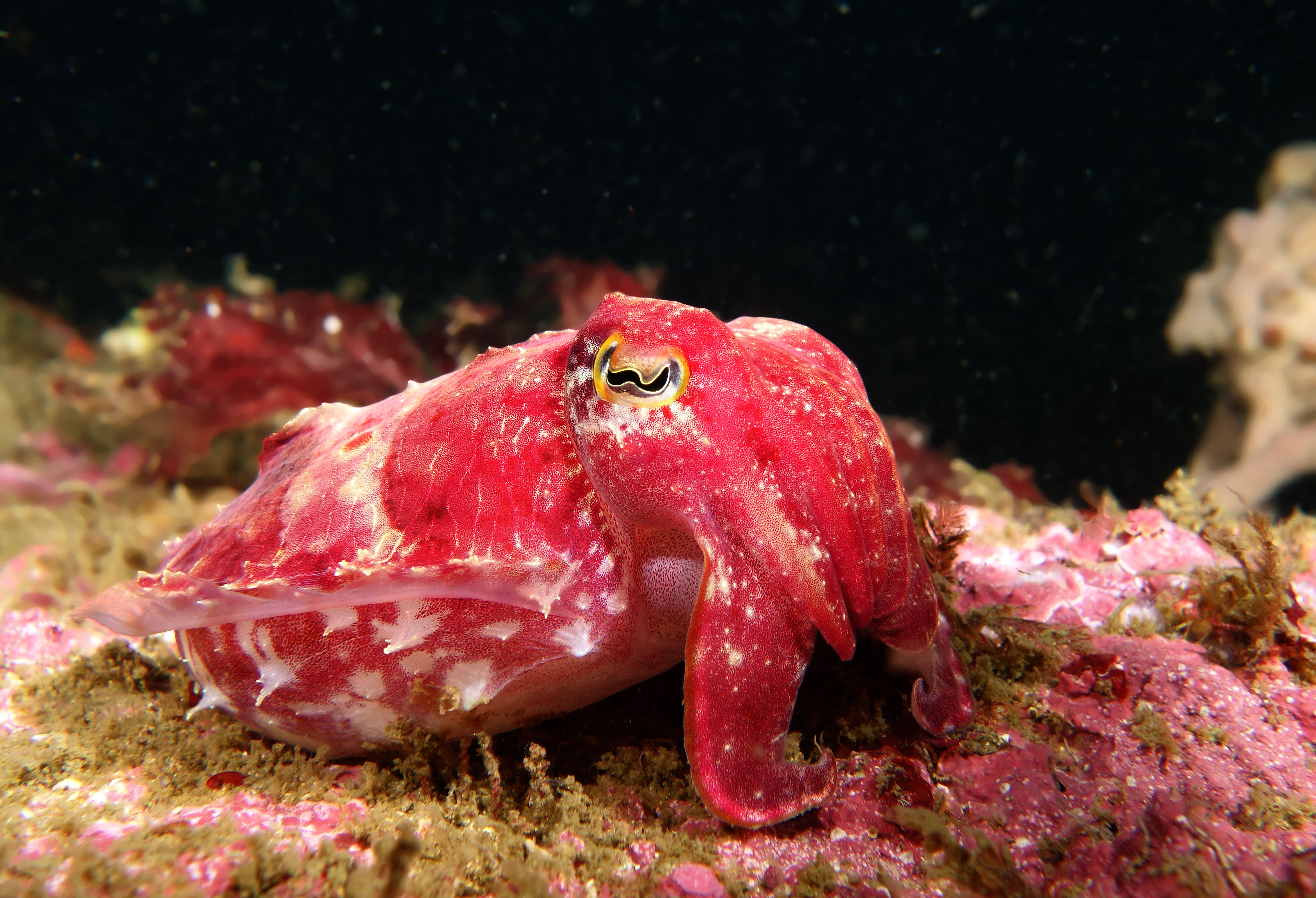
Sepia mestus

- Sepia aculeata Van Hasselt, 1835
- Sepia acuminata Smith, 1916
- Sepia adami Roeleveld, 1972
- Sepia andreana Steenstrup, 1875
- Sepia angulata Roeleveld, 1972
- Sepia apama Gray, 1849
- Sepia appelloefi Wülker, 1910
- Sepia arabica Massy, 1916
- Sepia aureomaculata Okutani & Horikawa, 1987
- Sepia australis Quoy & Gaimard, 1832
- Sepia bandensis Adam, 1939
- Sepia bathyalis Khromov, Nikitina & Nesis, 1991
- Sepia bertheloti d'Orbigny, 1835
- Sepia bidhaia Reid, 2000
- Sepia braggi Verco, 1907
- Sepia brevimana Steenstrup, 1875
- Sepia burnupi Hoyle, 1904
- Sepia carinata Sasaki, 1920
- Sepia chirotrema Berry, 1918
- Sepia confusa Smith, 1916
- Sepia cottoni Adam, 1979
- Sepia cultrata Hoyle, 1885
- Sepia dollfusi Adam, 1941
- Sepia dubia Adam & Rees, 1966
- Sepia elegans Blainville, 1827
- Sepia elliptica Hoyle, 1885
- Sepia elobyana Adam, 1941
- Sepia elongata d'Orbigny, 1839–1842
- Sepia erostrata Sasaki, 1929
- Sepia esculenta Hoyle, 1885
- Sepia faurei Roeleveld, 1972
- Sepia filibrachia Reid & Lu, 2005
- Sepia foliopeza Okutani & Tagawa, 1987
- Sepia furcata Ho & Lu, 2005
- Sepia gibba Ehrenberg, 1831
- Sepia grahami Reid, 2001
- Sepia hedleyi Berry, 1918
- Sepia hieronis (Robson, 1924)
- Sepia hierredda Rang, 1835
- Sepia hirunda Ho & Lu, 2005
- Sepia incerta Smith, 1916
- Sepia insignis Smith, 1916
- Sepia irvingi Meyer, 1909
- Sepia ivanovi Khromov, 1982
- Sepia joubini Massy, 1927
- Sepia kiensis Hoyle, 1885
- Sepia kobiensis Hoyle, 1885
- Sepia koilados Reid, 2000
- Sepia latimanus Quoy & Gaimard, 1832
- Sepia limata (Iredale, 1926)
- Sepia longipes Sasaki, 1913
- Sepia lorigera Wülker, 1910
- Sepia lycidas Gray, 1849
- Sepia madokai Adam, 1939
- Sepia mascarensis Filippova & Khromov, 1991
- Sepia mestus Gray, 1849
- Sepia mira (Cotton, 1932)
- Sepia mirabilis Khromov, 1988
- Sepia murrayi Adam & Rees, 1966
- Sepia novaehollandiae Hoyle, 1909
- Sepia officinalis Linnaeus, 1758
- Sepia omani Adam & Rees, 1966
- Sepia opipara (Iredale, 1926)
- Sepia orbignyana Férussac [in d'Orbigny], 1826
- Sepia papillata Quoy & Gaimard, 1832
- Sepia papuensis Hoyle, 1885
- Sepia pardex Sasaki, 1913
- Sepia peterseni Appellöf, 1886
- Sepia pharaonis Ehrenberg, 1831
- Sepia plana Lu & Reid, 1997
- Sepia plangon Gray, 1849
- Sepia plathyconchalis Filippova & Khromov, 1991
- Sepia prabahari Neethiselvan & Venkataramani, 2002
- Sepia prashadi Winckworth, 1936
- Sepia pulchra Roeleveld & Liltved, 1985
- Sepia recurvirostra Steenstrup, 1875
- Sepia reesi Adam, 1979
- Sepia rhoda (Iredale, 1954)
- Sepia robsoni (Massy, 1927)
- Sepia rozella (Iredale, 1926)
- Sepia savignyi Blainville, 1827
- Sepia saya Khromov, Nikitina & Nesis, 1991
- Sepia senta Lu & Reid, 1997
- Sepia sewelli Adam & Rees, 1966
- Sepia simoniana Thiele, 1920
- Sepia smithi Hoyle, 1885
- Sepia sokotriensis Khromov, 1988
- Sepia stellifera Homenko & Khromov, 1984
- Sepia subplana Lu & Boucher-Rodoni, 2001
- Sepia subtenuipes Okutani & Horikawa, 1987
- Sepia sulcata Hoyle, 1885
- Sepia tala Khromov, Nikitina & Nesis, 1991
- Sepia tanybracheia Reid, 2000
- Sepia tenuipes Sasaki, 1929
- Sepia thurstoni Adam & Rees, 1966
- Sepia tokioensis Ortmann, 1888
- Sepia trygonina (Rochebrune, 1884)
- Sepia tuberculata Lamarck, 1798
- Sepia typica (Steenstrup, 1875)
- Sepia vecchioni Neethiselvan & Venkataramani, 2010
- Sepia vercoi Adam, 1979
- Sepia vermiculata Quoy & Gaimard, 1832
- Sepia vietnamica Khromov, 1987
- Sepia vossi Khromov, 1996
- Sepia whitleyana (Iredale, 1926)
- Sepia zanzibarica Pfeffer, 1884